# Quaker Hill (Connecticut)
Quaker Hill – wieś w Stanach Zjednoczonych, w stanie Connecticut, w hrabstwie New London wchodząca w skład Waterford.
Miejscowość stała się znana jako Quaker Hill w 1687 roku ze względu na jej związek z Rogerenes lub kwakrami Rogerene, sekty religijnej założonej przez miejscowego rolnika Johna Rogersa (1648–1721).

## Religia
- Parafia Matki Bożej Nieustającej Pomocy